# Huba (Petite-Pologne)
Pour l’article homonyme, voir Huba.
Huba (prononciation : [ˈxuba]) est une localité polonaise de la gmina de Czorsztyn, située dans le powiat de Nowy Targ en voïvodie de Petite-Pologne.